# Celaya
Celaya – miasto w środkowym Meksyku, w stanie Guanajuato, na obszarze Mesy Centralnej.
Urodził się tutaj Alberto Suárez Inda, meksykański duchowny katolicki, arcybiskup Morelia, kardynał.
W mieście rozwinął się przemysł chemiczny, włókienniczy, skórzano-obuwniczy oraz spożywczy.

## Miasta partnerskie
- Guernica, Hiszpania
- Oaxaca, Meksyk
- Tuxtla Gutiérrez, Meksyk